# Giuseppe Callegari
Giuseppe Callegari (ur. 4 listopada 1841 w Wenecji, zm. 14 kwietnia 1906 w Padwie) – włoski duchowny katolicki, kardynał, biskup Padwy.
Święcenia kapłańskie przyjął 26 marca 1864 w Wenecji. 28 lutego 1880 został wybrany biskupem Treviso. w marcu 1880 w Wenecji otrzymał sakrę z rąk patriarchy Domenico Agostiniego. Współkonsekratorami byli biskupi: Giovanni Berengo i Giuseppe Apollonio. 25 września 1882 objął biskupstwo Padwy, na którym pozostał już do śmierci. 9 listopada 1903 Pius X wyniósł go do godności kardynalskiej z tytułem prezbitera Santa Maria in Cosmedin.